# Jedov
Jedov (s předložkou 2. pád do Jedova, 6. pád v Jedově, německy Jedow) je vesnice, místní část Náměště nad Oslavou. Ve vesnici žije 71 obyvatel.

## Geografická charakteristika
Katastrální území Jedova leží na východě kraje Vysočina v okrese Třebíč. Na východě hraničí s územím Jinošova, na jihu Náměště nad Oslavou a na severu Naloučan a Pucova.
Vesnice se rozkládá na levém břehu řeky Oslavy, na plošině mezi údolími dvou potoků: Pucovského ze západu a severu a kratšího Otradického potoka. Nadmořská výška zastavěné plochy vesnice se pohybuje kolem 430 m n. m. Sama vesnice leží asi 1,5 km na sever od Náměstě nad Oslavou. S ní jsou spojeny silnicí č. III/3996 a III/3995.

## Název
Základem názvu vesnice bylo přídavné jméno jedový. Vesnice byla zřejmě nějakým způsobem svázána s výrobou jedu (stejný základ má i název Jedovnic u Blanska).

## Historie
První písemná zmínka o Jedově pochází z roku 1365.
Z hlediska územní správy byl Jedov v letech 1869–1890 veden jako osada Náměště nad Oslavou v okrese Třebíč, v letech 1900–1930 jako obec v tomtéž okrese, v roce 1950 jako obec v okrese Velká Bíteš, v letech 1961–1976 jako obec v okrese Třebíč, částí Náměště nad Oslavou pak znovu od 1. dubna 1976.
| Rok            | 1869 | 1880 | 1890 | 1900 | 1910 | 1921 | 1930 | 1950 | 1961 | 1970 | 1980 | 1991 | 2001 |
| -------------- | ---- | ---- | ---- | ---- | ---- | ---- | ---- | ---- | ---- | ---- | ---- | ---- | ---- |
| Počet obyvatel | 186  | 211  | 207  | 201  | 213  | 187  | 178  | 121  | 149  | 115  | 91   | 70   | 68   |

Roku 1830 vykázal Jedov 26 domů a 199 obyvatel. Po mnoho let se v Jedově lámal vápenec a bývala tu vápenná pec.

## Pamětihodnosti
- zaniklá tvrz

## Osobnosti
- František Pivoňka (1888–1915), odbojář
- Jan Sklenář (1878–1950), námořník